# ياسين بامو
ياسين بامو (بالفرنسية: Yacine Bammou)‏ من مواليد 11 سبتمبر 1991 بباريس ، هو لاعب كرة قدم مغربي ، يشغل مركز مهاجم لعب سابقاً في نادي الشمال القطري.

## روابط خارجية
- ياسين بامو على موقع اتحاد تركيا (لاعب) (الإنجليزية)
- ياسين بامو على موقع قاعدة بيانات كرة القدم.إي يو (الإنجليزية)
- ياسين بامو على موقع ليكيب (الفرنسية)
- ياسين بامو على موقع ناشيونال فوتبول تيمز (الإنجليزية)
- ياسين بامو على موقع Soccerway.com (الإنجليزية)
- ياسين بامو على موقع AS.com (الإسبانية)